# Neolibertarianism
Neolibertarianism är en riktning inom nyliberalismen och libertarianismen. Neolibertarianer stöder en interventionistisk utrikespolitik och tenderar att vara mer pragmatiska i inrikespolitiken än vissa andra nyliberala eller libertarianska grupper.